# Konrád Burchard-Bélaváry (industriel)
Dans le nom hongrois Burchard-Bélaváry Konrád, le nom de famille précède le prénom, mais cet article utilise l’ordre habituel en français Konrád Burchard-Bélaváry, où le prénom précède le nom.
Pour les autres membres de la famille, voir Famille Burchard-Bélaváry.
Pour les articles homonymes, voir Burchard, Bélaváry et Konrád Burchard-Bélaváry.
Konrád Burchard-Bélaváry (en hongrois : Burchard-Bélaváry Konrád ; en allemand : Konrad von Burchard-Bélaváry ; 1837-1916) est un économiste, un industriel et un haut fonctionnaire hongrois, membre de la Chambre des magnats. 

## Biographie
Formé à Berlin, il travaille ensuite à Dantzig. En 1862, il retourne à Budapest, où il travaille pour la "Minoterie de Pest" (Pesti Hengermalom Társaság), qu'il dirige avec le baron Frédéric Kochmeister puis en famille. Membre du conseil d'administration en 1876, il en est le directeur général à partir de 1877 puis le président-directeur général de 1906 à sa mort. Cette société, fondée par István Széchenyi en 1839, constitue alors l'industrie principale de ce pays de blé. Konrád Burchard consacre tous ses efforts au développement de l'industrie meunière et à sa promotion, et contribue à la rendre florissante et très reconnue. Elle sera, à sa mort, reprise par ses fils. En outre, Konrád Burchard-Bélaváry prouve sa philanthropie par son activité caritative en créant un certain nombre de subventions sociales au sein de la Pesti Hengermalom: en plus de créer une caisse d'assurance maladie d'entreprise, il crée un fonds d'aide aux travailleurs pauvres et handicapés, le « Fonds Konrád Burchard » („Burchard Konrád-alapot”), et en 1910 crée un fonds de pension. Il a également lancé la fondation de lits d'hospitalisation « Burchard-Bélaváry Konrád » pour les employés et leurs familles qui nécessitent des soins hospitaliers importants.
Il est par ailleurs l'un des fondateurs de la Société Hongroise des Carpates (MKE Budapesti osztály (hu)). Il participe à l'Exposition universelle de 1873 à Vienne, est membre du jury de l'Exposition universelle de 1878 à Paris et de l'exposition de Trieste et président de la commission d'évaluation de l'exposition de Székesfehérvár en 1879. 
Konrád est membre du conseil d'administration de la Association nationale des industriels (GYOSZ) et président du département des minoteries, vice-président de la Première société de minoterie à vapeur de Budapest (hu), membre du conseil de surveillance de la Première Compagnie hongroise d'assurance générale (EMABIT), membre du conseil puis vice-président de la Compagnie maritime royale hongroise „Adria“, présidée par István Szapáry et qui prend une grande extension. Il est aussi président-fondateur de l'Association des Minoteries Hongroises (Országos Magyar Malomegyesület), membre du conseil de la Compagnie Minière de Salgótarján (Salgótarjáni Kőszénbánya), président du Grand Hôtel Royal et de la Compagnie des Bâtiments Commerciaux (Kereskedelmi Épület Rt.), vice-président et cofondateur de la Caisse centrale nationale de crédit (hu), membre du conseil d'administration, vice-président puis président (1904) de la compagnie des bains de Siófok du lac Balaton (Siófok Balatonfürdő Rt.), du théâtre Vígszínház et de l'Association équestre de Budapest (Budapesti Lovasegylet Rt.), membre de la Société Héraldique hongroise et de la Croix-Rouge hongroise. Il est par ailleurs l'un des fondateurs de l'Association nationale hongroise de gymnastique (hu). Liste non exhaustive, il fut également président et membre d'un grand nombre d'associations philanthropiques et scientifiques.
Burchard-Bélaváry est le premier grand industriel hongrois à être nommé membre à vie de la Chambre des magnats, en 1885. Il participe à diverses commissions, dont celle sur les Comptes et l'Administration des douanes au ministère du Commerce, et devient le chef de la commission financière (gazdasági vezető). Il prend part en 1903 à Vienne aux travaux de la Délégation austro-hongroise comme représentant de la Chambre des Magnats. 
Il est le premier Consul général du Brésil à Budapest, poste qu'il conserve pendant quatorze ans (1884-1898). En tant que partisan du développement de l'industrie hongroise de la farine, Konrád dynamise le système maritime brésilo-hongrois qui devient « régulier », notamment à travers la Compagnie maritime „Adria“ dont il est vice-président durant de nombreuses années:  depuis Fiume les navires exportent de la farine vers ce pays sud-américain et reviennent avec du café.
Il est membre du Casino National de Budapest à partir de 1896.

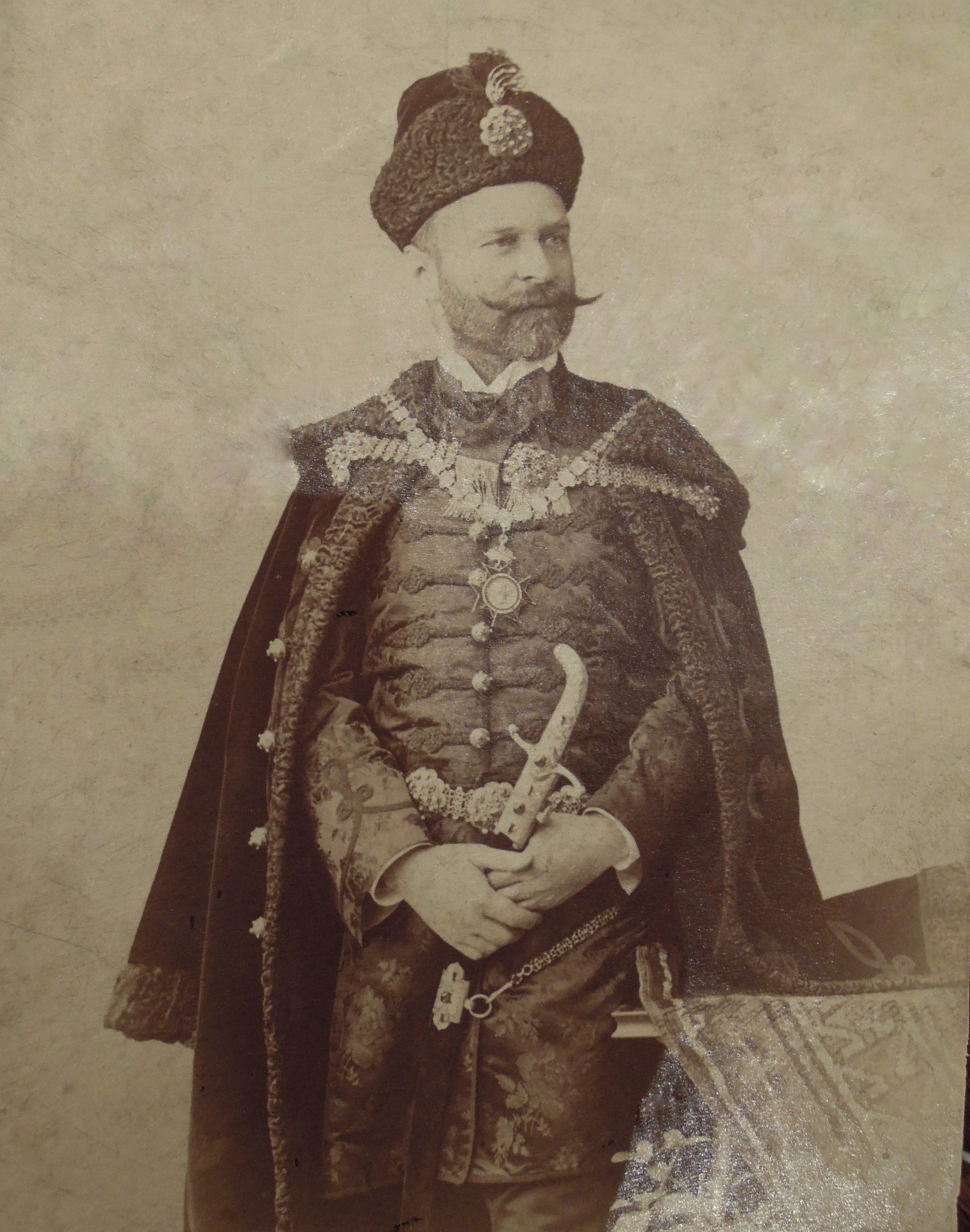
Konrád Burchard-Bélaváry en tenue de magnat hongrois
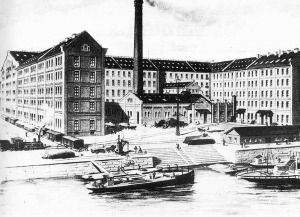
La Minoterie de Pest (Pesti Hengermalom) vers la fin du XIXe
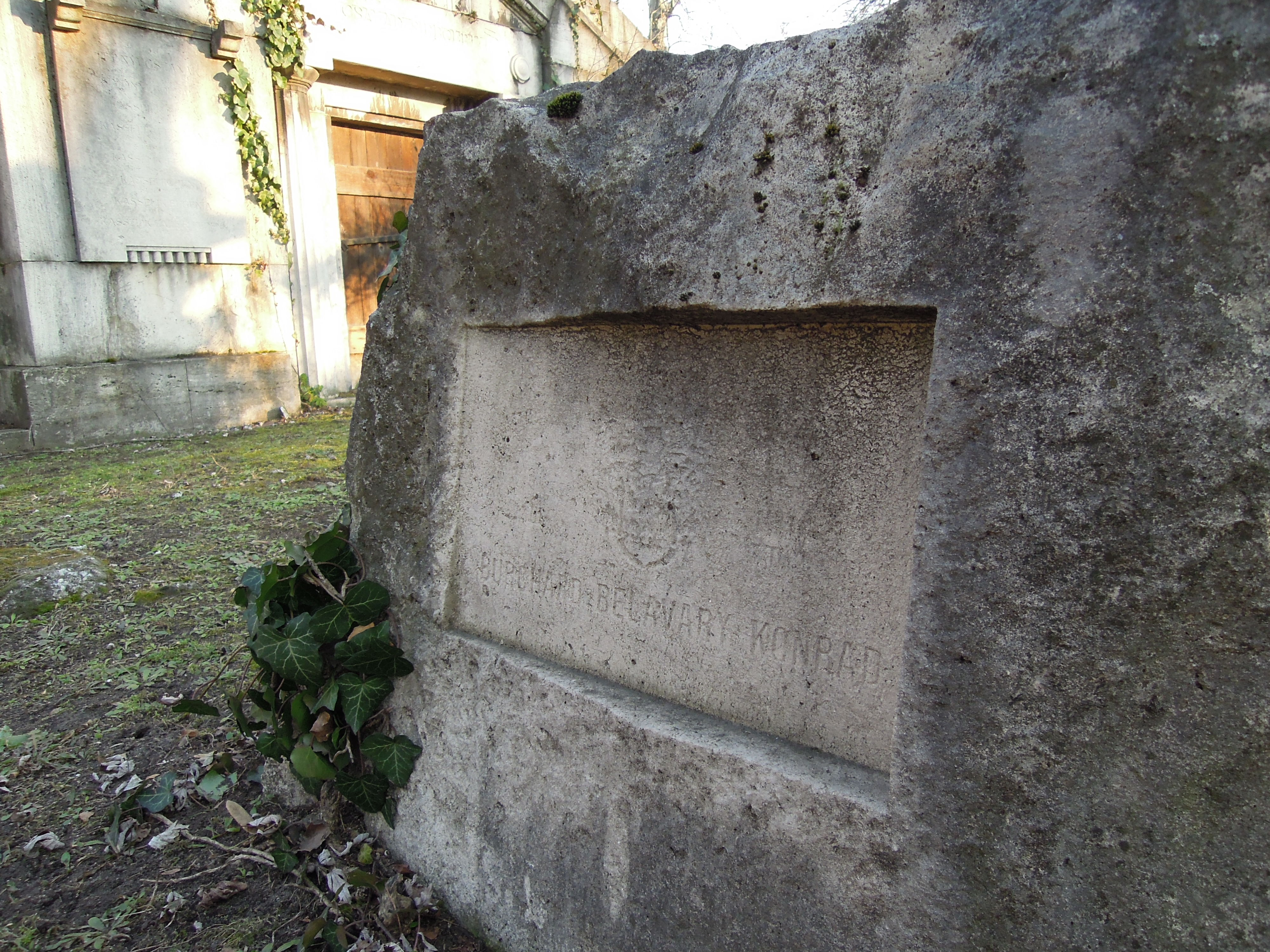
Tombe protestante de Konrád Burchard-Bélaváry, cimetière Kerepesi de Budapest

### Distinctions
Pour son engagement international actif, il reçut plusieurs récompenses étrangères. Par "Sa Majesté" lui est donnée le 20 novembre 1891 "l'autorisation suprême" de reprendre le nom noble et ancestral de Bélaváry que ses ancêtres avaient perdus,,, avec la reprise des armoiries du renouvellement de 1557. 
- Croix d'Or du Mérite avec Couronne (1879)
- Chevalier de l'Ordre de François-Joseph (1882)
- Chevalier de l'Ordre impérial de Léopold (1916)[7]
- Chevalier de l'Ordre brésilien de la Rose (1884)[8]
- Officier de l'Ordre belge de Léopold (1889)
- Commandeur de l'Ordre espagnol d'Isabelle la Catholique (1889)
- Officier de l'Ordre de l'Étoile de Roumanie (1909)[9]

### Famille
Il est le fils de János-Vilmos Burchard (1795-1881), négociant et industriel qui participa activement à la Révolution hongroise de 1848 dans laquelle il sacrifia sa fortune et risqua sa vie ; Croix d'Or de la Virtuti Militari. Konrád prend ainsi part de près, encore enfant, au côté de son père et de son frère aîné Jules-Konrád, à l'insurrection de 1848 au sein de l'état-major du général Dembiński. Sa mère est Karolina Wiemuth (1801-1879), sœur de Ludwik, docteur en médecine, poëte, révolutionnaire polonais et membre de la Garde Académique, et grand'tante de Józef Paczoski, éminent botaniste polonais. 
Il épouse le 11 janvier 1868 Auguszta Fuchs (1846-1903), fille de Rudolf Fuchs, l'un des principaux actionnaires de la "La minoterie de Pest". Konrád prit en charge l'éducation de son neveu Gusztav von Oláh, orphelin à l'âge de deux ans.

## Sources, notes
1. ↑  HONVÉD TURISTÁK from Ez az összeállítás a Természetbarát Híradó 1998-1999
2. ↑  "Nemzeti Casino évkönyve 1914" (Annuaire de 1914 du Casino National)
3. ↑  BIographie sur le site du Musée hongrois de la Monnaie - Tozsdemuzeum
4. ↑  K 19 - Király Személye Körüli Minisztérium Levéltára - Királyi könyvek - 69. kötet - 374 - 378. oldal
5. ↑  K 19 - Király Személye Körüli Minisztérium Levéltára - Királyi könyvek - 69. kötet - 348. oldal
6. ↑  Almanach 1910-1918 d'Autriche-Hongrie
7. ↑  Décret ministériel du 18 juin 1916 - Archives ministérielles, Minisztertanácsi jegyzőkönyvek 1867-1944
8. ↑  "Actos do Governo" In Diaro do Brazil du 15 décembre 1885. page 2
9. ↑  quotidien Dimineaţa du 1er juillet 1909 (Anul 6, nr. 1924-1954), p.2

- A Magyar országgyülés, Jókai könyvnyomda, 1906
- József Szinnyei, Pál Gulyás : Magyar írók élete és munkái, Vol.4, Magyar Könyvtárosok et Levéltárosok Egyesülete, 1942
- A Pallas nagy lexikona (En ligne)
- Mór Gelléri: A magyar ipar úttörői ("Pionniers de l'industrie hongroise"), Budapest, 1887. pages 3-7
- Judit Klement: The Business Strategy of Fathers and Sons: A Hungarian Family in the 19th and 20th Centuries, 2005
- Patrik Derfiňák: Pred sto rokmi zomrel Konrád Burchard-Bélaváry. In: "Dejiny - internetový časopis Inštitútu histórie Filozofickej fakulty Prešovskej univerzity v Prešove", Prešov : Institut d'histoire de la Faculté de philosophie de l'Université de Prešov et Ed. UNIVERSUM-EU Vol. 11, c. 2 (2016), p. 184-185.